# Логвинский, Георгий Владимирович
Гео́ргий Влади́мирович Логви́нский (родился 3 августа 1978 года) — народный депутат Украины VIII  созыва, Вице-Президент Парламентской ассамблеи Совета Европы (2017-2018), Вице-Президент Европейской народной партии в Совете Европы (2015-2019), Председатель группы по межпарламентским связям с Государством Израиль в парламенте VIII созыва, Заслуженный юрист Украины , адвокат , правозащитник . Имеет дипломатический ранг Чрезвычайного и Полномочного Посла . Доктор философии (кандидат юридических наук).

## Биография
3 января 2017 года Георгий Логвинский был избран вице-президентом Парламентской ассамблеи Совета Европы (2017-2018). Это наивысшая занимаемая должность на международной парламентской арене, за всю историю Украины.
В январе 2017 года Логвинский избран председателем Подкомитета по проблемам преступности и борьбы с терроризмом ПАСЕ Архивная копия от 7 февраля 2019 на Wayback Machine, который для 47 стран Совета Европы играет решающую роль в вопросах предотвращения, пресечения и минимизации последствий террористической деятельности. Наивысшей оценкой его деятельности является повторное избрание Логвинского, 23 января 2018 года на должность председателя Подкомитета по проблемам преступности и борьбы с терроризмом ПАСЕ.
22 января 2018 года был избран представителем Комитета по юридическим вопросам и правам человека Парламентской ассамблеи Совета Европы в ГРЕКО (англ. Group of States Against Corruption, GRECO).
С 2015 года был Вице-президентом Европейской народной партии в Совете Европы, самой многочисленной в ПАСЕ. В январе 2018 года Логвинский в третий раз был избран вице-президентом Европейской народной партии в Совете Европы и работал на этом посту до конца каденции
В январе 2019 года Логвинский Г.В. был избран Вице-Президентом Комитета по юридическим вопросам и правам человека Парламентской ассамблеи Совета Европы.
В декабре 2017 года был назначен докладчиком Парламентской ассамблеи Совета Европы по подготовке доклада по теме: «Принципы и гарантии адвокатской деятельности». Этот доклад был призван поднять наиболее актуальные вопросы адвокатской деятельности в государствах-членах Совета Европы и выработать конкретные рекомендации для усиления гарантий деятельности адвокатов и защиты прав граждан.
25 декабря 2018 года был включён в список лиц, в отношении которых Россия ввела санкции.
В 2014 году Георгий Логвинский избран народным депутатом Украины (№ 37 в избирательном списке политической партии «Народный фронт») по квоте Меджлиса крымскотатарского народа. В Верховной Раде Украины он занимает должность заместителя председателя Комитета по вопросам прав человека, национальных меньшинств и междунациональных отношений, а также председателя подкомитета по международно-правовым вопросам и внутренне перемещённым лицам (2014-2019).
Георгий Логвинский является адвокатом и правозащитником. Как адвокат и член Киевской областной коллегии адвокатов он представлял интересы в громких уголовных и гражданских делах. Защищал, в частности, лиц, в отношении которых существовало ходатайство об экстрадиции в Россию в результате политически мотивированного уголовного преследования.
С 2005 года работал на должности консультанта народного депутата Украины Мустафы Джемилева. Был советником Конгресса национальных общин Украины и Меджлиса крымскотатарского народа по международно-правовым вопросам. Сотрудничал с Украинским Хельсинкским союзом по правам человека, Харьковской правозащитной группой, Институтом религиозных свобод.
Как бизнесмен, начал деятельность с 1996 года, основав консалтинговую компанию, которая сотрудничала с «Дженерал Электрик», «Еврошоп — Швейцария» и другими международными компаниями. Позже основал международный консорциум с участием предприятий Польши, Соединенного Королевства и Германии по оказанию консалтинговых услуг иностранным инвесторам и украинским предприятиям по вопросам внешнеэкономической деятельности, в частности, толлинговым переработкам. Консорциум работал с государственными программами Польши и Германии: Варшавская товарная биржа (Warszawska Giełda Towarowa), Агентство сельскохозяйственного рынка (Agencja Rynke Rolnego) и др.
Окончил Академию МВД Украины по специальности «юрист». В адъюнктуре Академии работал над научным исследованием по направлению «Уголовно-правовая охрана внешнеэкономической деятельности в Украине».
В 2021 году защитил диссертацию по теме: "Уголовно-правовая характеристика посягательства на защитника или представителя лица" по специальности уголовное право и криминология; уголовно-исполнительное право и получил степень кандидата юридических наук (доктор философии).
После начала войны в Украине, Георгий Логвинский вместе с Посольством Израиля в Украине, при поддержке Национальной полиции Украины и Государственной пограничной службы Украины, ввел проект помощи в эвакуации из мест боевых действий, из населенных пунктов под обстрелами и блокадой, со всей территории Украины. С первых дней войны в рамках проекта было спасено более 16 000 граждан. Особым достижением проекта стало создание инновационных медицинских автобусов - "медбусов", что позволило вывезти тяжелораненых, больных, пожилых людей и спасти им жизнь во время эвакуации из самых горячих точек Украины  .
Активно занимается волонтерской деятельностью, участвует в международных программах гуманитарной помощи Украине, основал и развивает множество благотворительных проектов по помощи ВСУ и гражданскому населению Украины.
Разговаривает на украинском, английском, русском, польском, немецком языках, на иврите.

## Парламентская деятельность
В 2014 году был избран народным депутатом Украины (Верховная Рада Украины . Занимал должность заместителя председателя Комитета по вопросам прав человека, национальных меньшинств и межнациональных отношений, председателя подкомитета по международно-правовым вопросам и внутренне перемещённым лицам.
Георгий Логвинский является одним из разработчиков Закона Украины «Об обеспечении прав и свобод граждан и правовом режиме на временно оккупированной территории Украины».
Является соавтором многочисленных обращений Верховной Рады Украины к международным организациям, парламентским ассамблеям, иностранным правительствам и мировым лидерам о нарушениях прав и свобод человека в Автономной Республике Крым, осуждении нарушений прав и свобод крымскотатарского народа.
В 2015 году Логвинского избрали председателем межфракционного депутатского объединения «Адвокация Украины» Верховной Рады Украины. В этой должности он смог объединить народных депутатов Украины, адвокатов, правозащитников и создать площадку для диалога о защите прав адвокатов, обеспечении верховенства права, недопустимости незаконного вмешательства в адвокатскую деятельность.
9 апреля 2015 года проголосовал за признание статуса борцов за независимость Украины в XX веке всех формирований националистического толка, в том числе участвовавших в оккупации современных украинских земель на стороне Германской империи и Третьего рейха.
29 марта 2018 Георгий Логвинский стал победителем Премии «Лучший GR-специалист года» в номинации «Лучший Международный Кейс».
В декабре 2018 проголосовал за постановление Верховной Рады про памятные даты и юбилеи, которые Украина отметит в 2019 году на государственном уровне, в частности 110-летие организатора еврейских погромов на Западной Украине, активиста ОУН Ивана Клымива.
В 2021 году за значительные заслуги в сфере GR Георгий Логвинский был награжден почетным знаком IV Всеукраинской GR-премии 2021 по версии Украинской Ассоциации профессионалов в сфере Government Relations и лоббистов

## Международная деятельность
Георгий Логвинский являлся вице-президентом Парламентской ассамблеи Совета Европы в 2017—2018 годах, то есть занимал высшую должность на международной парламентской арене за всю историю Украины.
3 января 2017 года избран председателем Подкомитета по проблемам преступности и борьбы с терроризмом ПАСЕ Архивная копия от 7 февраля 2019 на Wayback Machine. В дальнейшем, был избран председателем Подкомитета повторно.
С января 2019 года Логвинского Г. В. и до конца каденции занимал должность Вице-Президента Комитета по юридическим вопросам и правам человека Парламентской ассамблеи Совета Европы.
Результатами его активной деятельности стали ключевые резолюции, поправки и предложения ПАСЕ, которыми применены и продлены санкции против Российской Федерации, осуждена аннексия Крыма и оккупация на Донбассе, в том числе их результатом стало освобождение политических заключённых.
Логвинский Г. В. был председателем Группы межпарламентских связей Верховной Рады Украины с Государством Израиль с 2014 по 2019 годы . Именно эта страна является ключевым партнером Украины в предоставлении экономического, медицинского и военного опыта, гуманитарной поддержки.
Под председательством Георгия Владимировича Группа межпарламентских связей играла ключевую роль в укреплении украино-израильских отношений и усилении сотрудничества. В частности, расширена договорно-правовая база, реализованы проекты по обмену опытом в медицинской сфере, предоставлено лечение и реабилитацию бойцам АТО и членам семей погибших бойцов АТО .
Логвинский Г.В. активно развивал и продолжает работать над развитием международных связей Украины и защитой прав и интересов национальных меньшинств . Был отмечен личной наградой Министерства внутренних дел Грузии за весомый вклад в укрепление украинско-грузинских отношений и развитие прав меньшинств в Украине .
В декабре 2021 года во время Israel innovation summit Георгий Логвинский был отмечен наградой "ТОР -30 основателей израильско-украинских изменений" за весомый личный вклад в развитие сотрудничества и партнерства между Украиной и Государством Израиль.

## Правозащитная и адвокатская деятельность
Логвинский Г. В. начал свою правозащитную и юридическую деятельность в 1996 году. Он является адвокатом, членом Киевской областной коллегии адвокатов. Возглавляет попечительский совет Конгресса национальных общин Украины.
Многократный победитель конкурса «Адвокат Года» за профессиональные достижения и активную защиту прав адвокатского общества от Ассоциации адвокатов Украины.
Георгию Логвинскому присвоено звание «Заслуженный юрист Украины» в соответствии с указом президента Украины от 1 декабря 2016 года № 533/2016.
В 2014 году, с самого начала Крымского кризиса, он объединил ведущих правозащитников и юристов, создав экспертный совет при Министерстве юстиции Украины. В его состав вошли представители известных в Украине юридических фирм: «Baker & McKenzie», «Integrites», «Василь Кисиль и Партнеры», «Астерс», «Astapow Lawyers», «Sayenko Kharenko» и другие.
Экспертный совет играл решающую роль в защите нарушенных, вследствие перехода Крыма под юрисдикцию России, прав государства и граждан, предоставление бесплатной правовой помощи пострадавшим, защите имущества и бизнеса.
Единогласным решением членов экспертного совета Георгий Логвинский был избран его председателем. Логвинский назначен советником Министра юстиции Украины.
Под председательством Георгия Логвинского собраны доказательства для открытия более 1000 уголовных производств, задержания крупных морских судов, объявлении о подозрении в государственной измене сотням крымских прокуроров, чиновников, в том числе судьям.
Георгий Логвинский возглавляет группу юристов, которые осуществляют защиту и предоставляют правовую помощь политическим заключённым, координирует работу адвокатов и правозащитников на территориях, вышедших из юрисдикции Украины.
Номинационным комитетом Совета адвокатов Киевской области награждён почётным знаком «За профессионализм, мастерство и мудрость».
В декабре 2017 года Совет адвокатов Киевской области наградил Георгия Логвинского почётным званием «Рыцарь адвокатуры» за вклад в развитие адвокатской профессии в Украине.
Победитель конкурса «Адвокат Года 2016» в номинации: «За весомый вклад в развитие адвокатуры Украины» .
Победитель конкурса «Адвокат Года 2018» в номинации: "Лучший юрист-законотворец".
Победитель конкурса "Адвокат Года 2019" в номинации: "Лучший юрист-защитник прав адвокатов на международном уровне" .
Победитель конкурса "Адвокат Года 2020" в номинации: "За вклад в развитие международных стандартов антикоррупционного судопроизводства в Украине" .
В 2021 году отмечен высшей наградой Национальной ассоциации адвокатов Украины – Нагрудным знаком НААУ – «Выдающийся адвокат Украины».